# Globus d'Or del 2015
La 72a cerimònia dels Premis Globus d'Or va tenir lloc al Beverly Hilton Hotel de Beverly Hills (Califòrnia) el diumenge 11 de gener de 2015, retransmesa en directe per la NBC. La cerimònia va ser produïda per Dick Clark Productions en associació de la Hollywood Foreign Press Association. Tina Fey i Amy Poehler van ser els copresentadors per tercera i última vegada consecutiva. Les candidatures van ser anunciades l'11 de desembre de 2014 per Kate Beckinsale, Peter Krause, Paula Patton i Jeremy Piven. The Affair, Birdman, Boyhood, Fargo, The Theory of Everything, i Transparent van ser algunes de les pel·lícules i programes de televisió que van rebre múltiples premis. El Premi Cecil B. DeMille va ser per a George Clooney.

## Nominacions i guanyadors

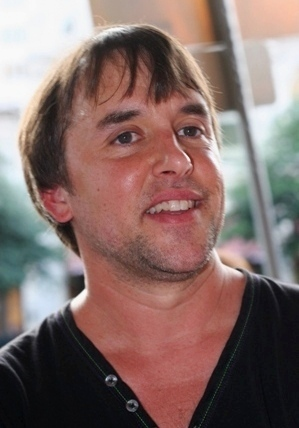
Richard Linklater, Millor director

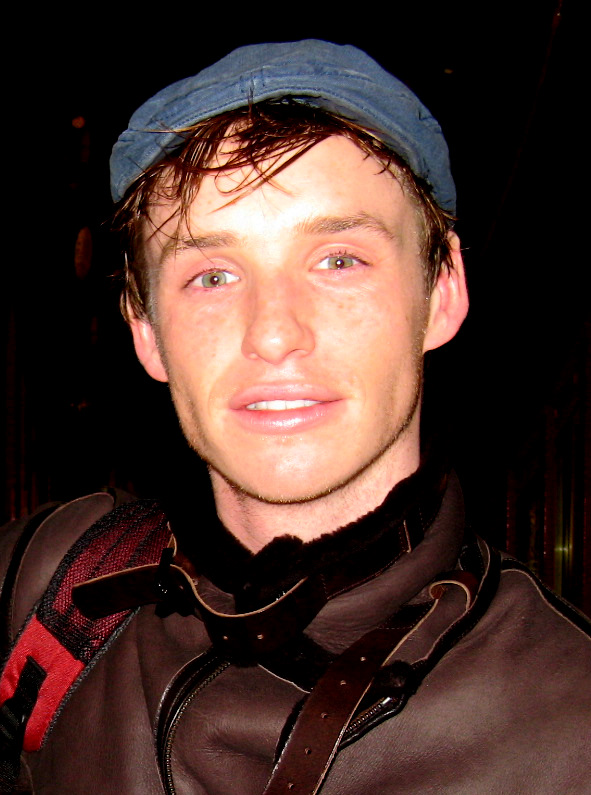
Eddie Redmayne, Millor actor dramàtic

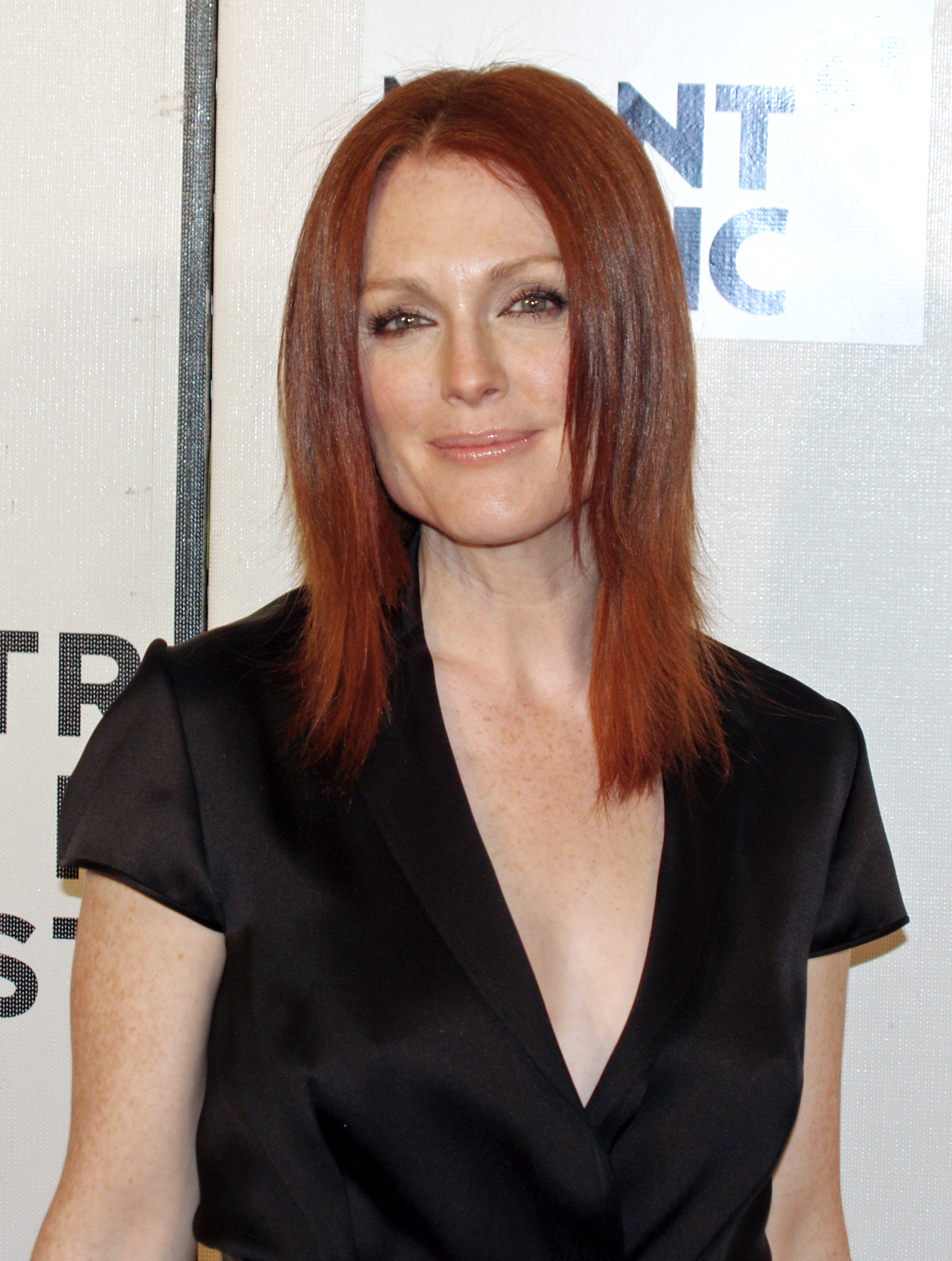
Julianne Moore, Millor actriu dramàtica

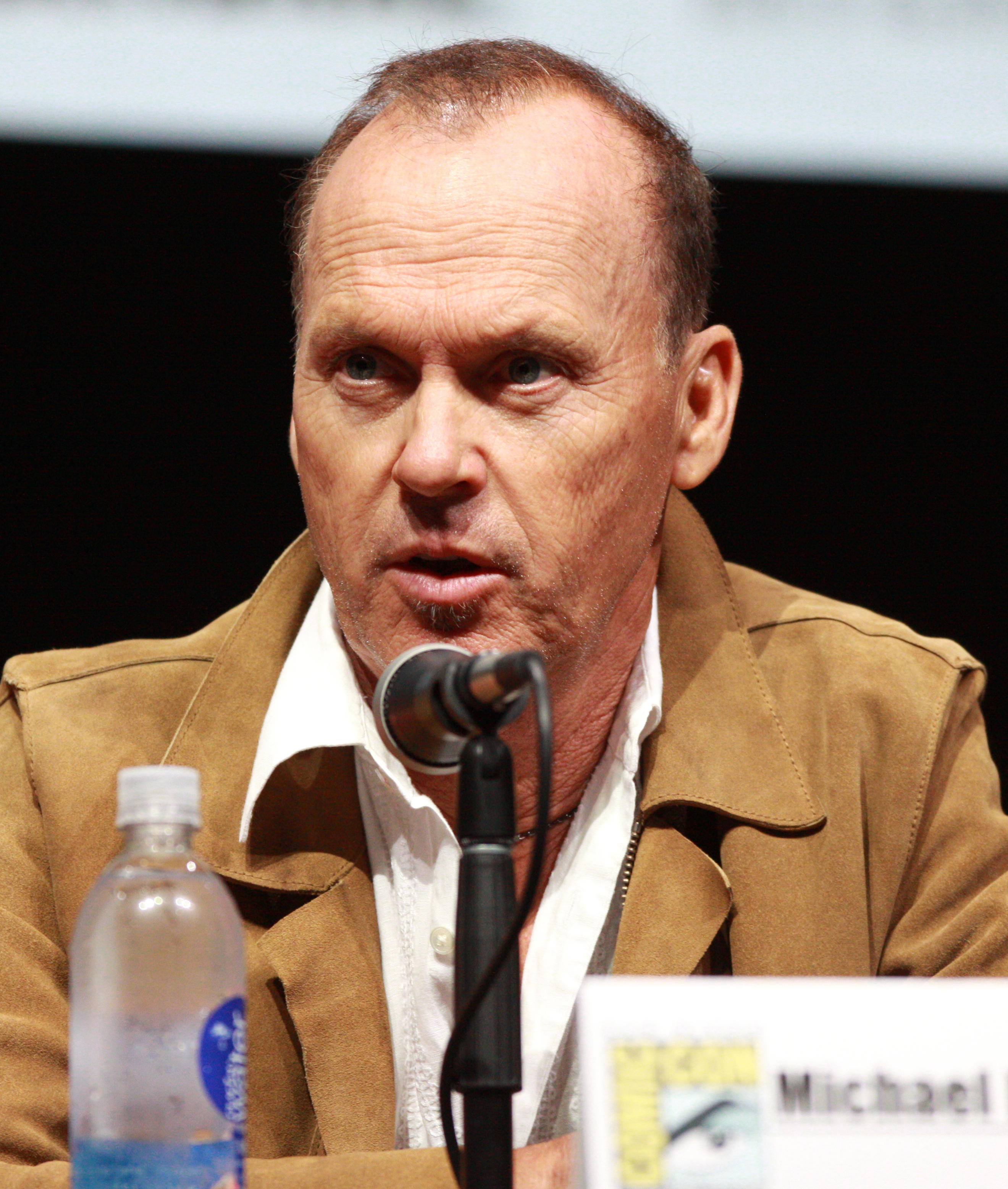
Michael Keaton, Millor actor musical o còmic

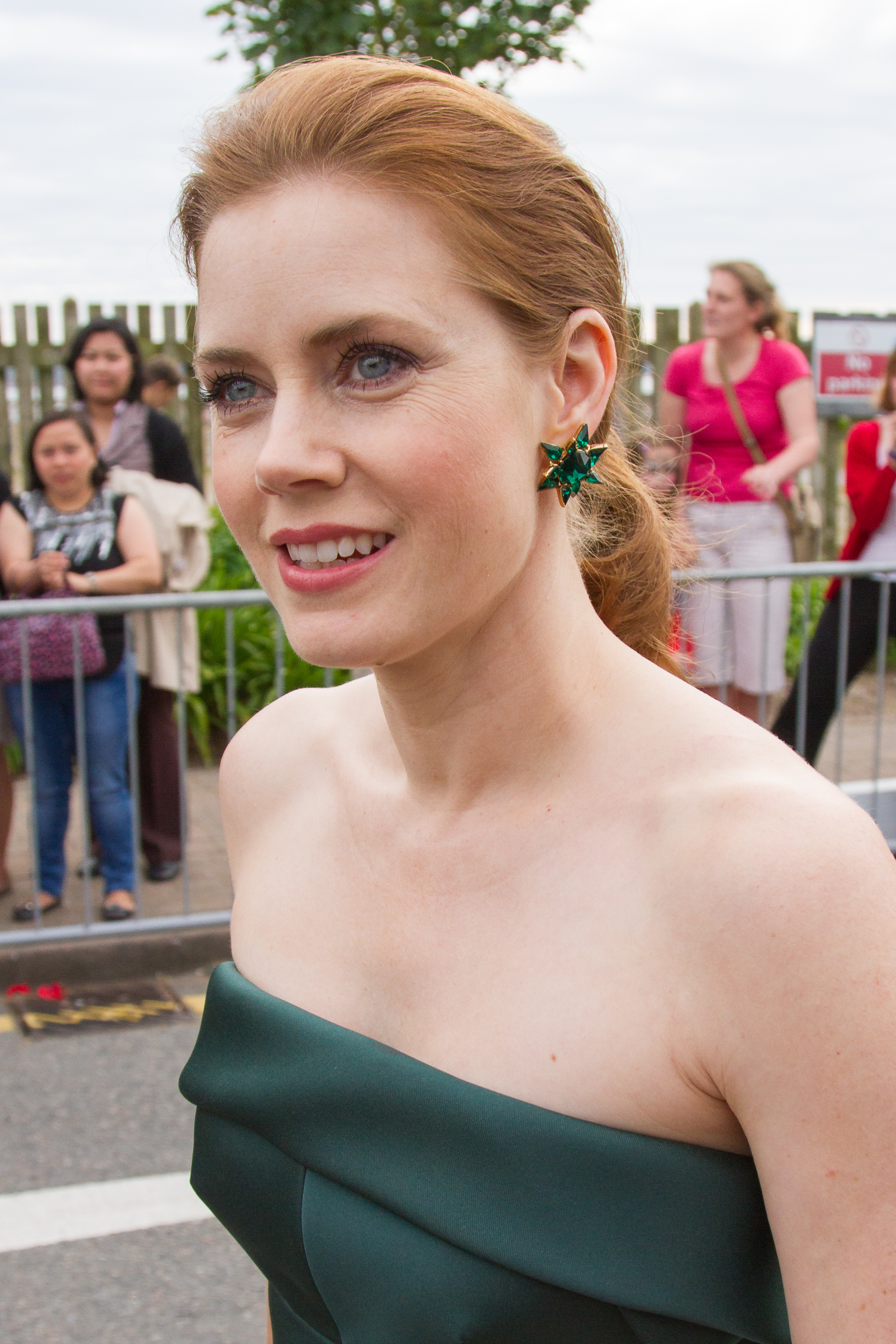
Amy Adams, Millor actriu musical o còmica

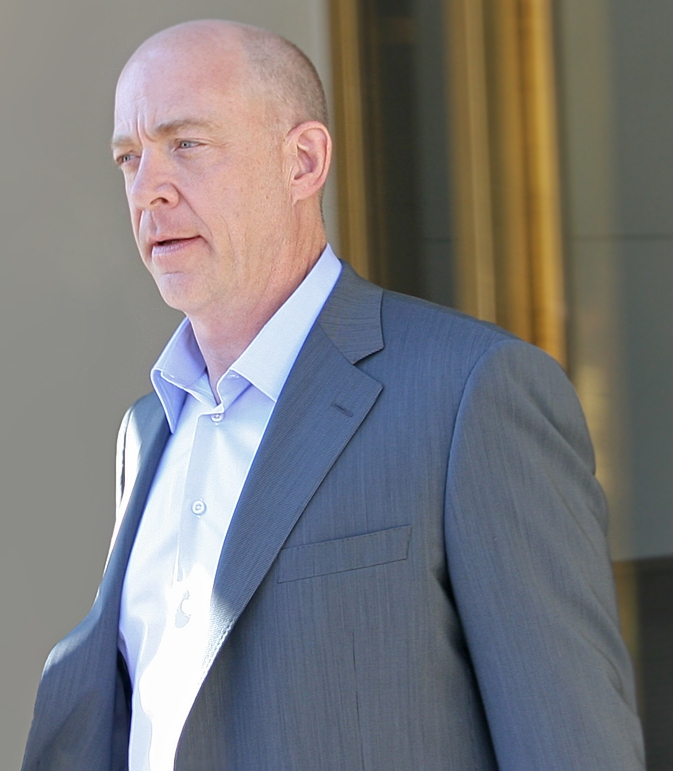
J. K. Simmons, Millor actor secundari

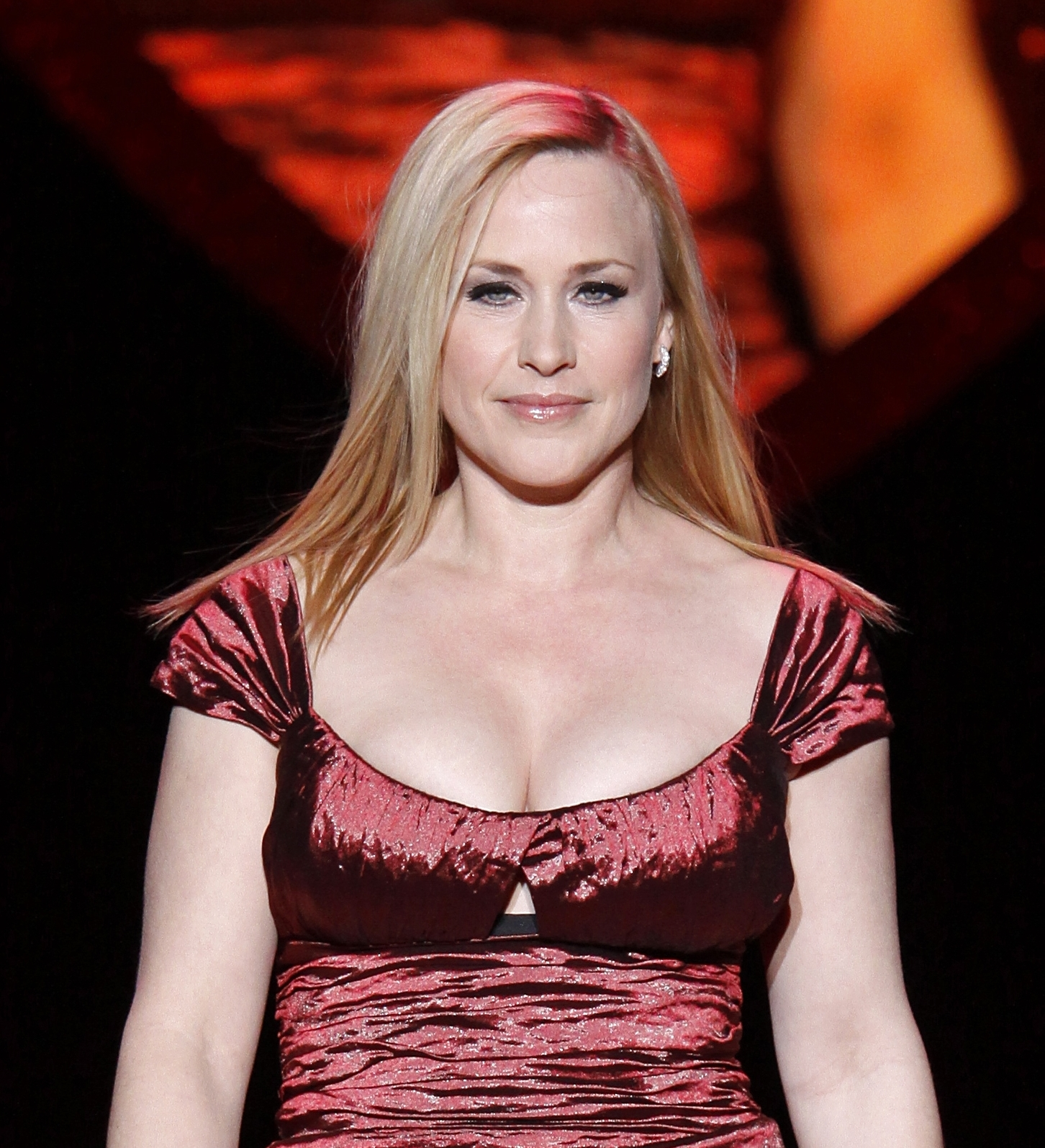
Patricia Arquette, Millor actriu secundària

### Premi Cecil B. DeMille
- George Clooney

### Cinema
Els guanyadors en primer lloc i en negreta.
| Millor pel·lícula | Millor pel·lícula |
| Drama | Musical o Comèdia |
| --- | --- |
| - Boyhood - The Imitation Game - Foxcatcher - The Theory of Everything - Selma | - The Grand Budapest Hotel - Birdman - Into the Woods - St. Vincent - Pride |
| Millor interpretació - Drama | |
| Actor | Actriu |
| - Eddie Redmayne – The Theory of Everything com a Stephen Hawking - Steve Carell – Foxcatcher com a John Eleuthère du Pont - Benedict Cumberbatch – The Imitation Game com a Alan Turing - Jake Gyllenhaal – Nightcrawler com a Louis "Lou" Bloom - David Oyelowo – Selma com a Martin Luther King | - Julianne Moore – Still Alice com a Dra. Alice Howland - Jennifer Aniston – Cake com a Claire Simmons - Felicity Jones – The Theory of Everything com a Jane Wilde Hawking - Rosamund Pike – Gone Girl com a Amy Elliott-Dunne - Reese Witherspoon – Wild com a Cheryl Strayed |
| Millor interpretació - Musical o Comèdia | |
| Actor | Actriu |
| - Michael Keaton – Birdman com a Riggan Thomson - Ralph Fiennes – The Grand Budapest Hotel com a Monsieur Gustave H. - Bill Murray – St. Vincent com a Vincent MacKenna - Joaquin Phoenix – Inherent Vice com a Larry "Doc" Sportello - Christoph Waltz – Big Eyes com a Walter Keane              | - Amy Adams – Big Eyes com a Margaret Keane - Emily Blunt – Into the Woods com a La dona del forner - Helen Mirren – The Hundred-Foot Journey com a Madame Mallory - Julianne Moore – Maps to the Stars com a Havana Segrand - Quvenzhané Wallis – Annie com a Annie Bennett    |
| Actor secundari | Actriu secundària |
| - J. K. Simmons – Whiplash com a Terence Fletcher - Robert Duvall – The Judge com a Jutge Joseph Palmer - Ethan Hawke – Boyhood com a Mason Evans, Sr. - Edward Norton – Birdman com a Mike Shiner - Mark Ruffalo – Foxcatcher com a Dave Schultz                                                  | - Patricia Arquette – Boyhood com a Olivia Evans - Jessica Chastain – A Most Violent Year com a Anna Morales - Keira Knightley – The Imitation Game com a Joan Clarke - Emma Stone – Birdman com a Sam Thomson - Meryl Streep – Into the Woods com a La Bruixa                  |
| Millor director | Millor guió |
| - Richard Linklater – Boyhood - Wes Anderson – The Grand Budapest Hotel - Ava DuVernay – Selma - David Fincher – Gone Girl - Alejandro González Iñárritu – Birdman | - Alejandro González Iñárritu, Nicolás Giacobone, Alexander Dinelaris, Jr., Armando Bo – Birdman - Wes Anderson – The Grand Budapest Hotel - Gillian Flynn – Gone Girl - Richard Linklater – Boyhood - Graham Moore – The Imitation Game                                        |
| Millor banda sonora | Millor cançó original |
| - Jóhann Jóhannsson – The Theory of Everything - Alexandre Desplat – The Imitation Game - Trent Reznor i Atticus Ross – Gone Girl - Antonio Sánchez – Birdman - Hans Zimmer – Interstellar | - "Glory" (John Legend i Common) – Selma - "Big Eyes" (Lana Del Rey) – Big Eyes - "Mercy Is" (Patti Smith i Lenny Kaye) – Noah - "Opportunity" (Greg Kurstin, Sia Furler i Will Gluck) – Annie - "Yellow Flicker Beat" (Lorde) – The Hunger Games: Mockingjay – Part 1          |
| Millor pel·lícula d'animació | Millor pel·lícula de parla no anglesa |
| - How to Train Your Dragon 2 - Big Hero 6 - The Book of Life - The Boxtrolls - The Lego Movie | - Leviathan • Rússia - Force Majeure • Suècia - Gett: The Trial of Viviane Amsalem • Israel - Ida • Dinamarca/Polònia - Tangerines • Estònia |